# 宵待5
『宵待5』（よいまちファイブ）は、1994年9月5日から1996年9月27日まで毎日放送で放送されていた情報番組・報道番組である。放送時間は毎週月曜 - 金曜 17:00 - 18:00 （日本標準時）、毎日放送本社地下1階ミニスタジオ (BFS) からの生放送。

## 概要
それまで平日16時台に放送されていた『屋台の目ぇ』に替わり、テレビドラマの再放送枠として使われていた17時台で新たにスタートした帯番組である。基本的には週5日間の帯で放送されていたが、祝日には放送を休止していた。
放送開始当初は、高橋克典が歌う毎日放送のステーションソング「WITH LOVE」をそのまま番組のテーマソングに採用。番組のマスコットキャラクターも存在していた。しかし、放送開始から4か月後の1995年1月、関西で阪神・淡路大震災が発生したことによって番組の路線が大幅に変更され、テーマソングも変更された。同時にマスコットキャラクターも消滅し、以後しばらくは震災関連の情報が、続いてオウム真理教関連の情報が番組全体の内容を占めることとなった。震災発生直後は、妹尾和夫が連日のように被災地からのリポートを行っていた。
その後、番組は1996年秋の改編を機に終了。毎日放送製作の情報番組枠は14時台へと移り、ここで西日本を中心にネット局を持つ新番組『はーい!昼ナマ』がスタートした。以来、この番組が放送されていた17時台は再びテレビドラマの再放送枠として使われることになったが、この状態は1998年10月に『おかえりワイド』がスタートしたことによって回復している。

## 出演者

### キャスター
- 青木和雄（当時毎日放送アナウンサー） - 月曜から木曜のメインキャスターを担当。
- 川村龍一 - 金曜のメインキャスターを担当。
- 藤岡久美子 - サブキャスターを担当。
- 平山真理　(当時毎日放送アナウンサー)
- 平山泰代　(紙ふうせん)(上述の後任)

### レギュラー
- 桂雀々
- 妹尾和夫
- 三瀬顕
- 大林高士
- 宇都木員夫
- 泉アキ
- 海原小浜

### ナレーター
- 竹房敦司
- 田鍋謙一郎